# 托爾金傳說故事集
托爾金的傳說故事集是J·R·R·托爾金《魔戒》的一個架空世界，基於托爾金的盎格魯-撒克遜人的信仰的知識。通俗地說，它指任何或所有的托爾金中土世界與作品。

## 內容
托爾金許多作品，包括《哈比人歷險記》（1937）、《魔戒三部曲》（1954-55），以及他身故後由兒子克里斯托夫·托爾金編輯並出版的《精靈寶鑽》（1977）、《未完成的故事》（Unfinished Tales，1980）和《中土世界的歷史》（1983-96）系列都是托爾金的傳說故事集。